# Шеху, Фикрете
Фикрете Шеху (алб. Fiqrete Shehu; 17 ноября 1919 — 11 сентября 1988) — албанская коммунистка, жена многолетнего премьер-министра НРА/НСРА Мехмета Шеху. Занимала видные посты в идеологическом аппарате албанской компартии. После гибели мужа арестована и обвинена в заговоре против Энвера Ходжи. Скончалась в заключении.

## Ранние годы
Родилась в албанской семье Санджактари. В юности прониклась коммунистическими взглядами, состояла в корчинской коммунистической группе. Вступила в Компартию Албании (с 1948 — Албанская партия труда, АПТ). Носила партийное прозвище Qorja — Яростная. Вышла замуж за коммунистического активиста Мехмета Шеху. В браке имела двух сыновей.
В годы Второй мировой войны Фикрете Шеху участвовала в партизанской борьбе против итальянских и немецких оккупантов. Занимала административные и идеолого-пропагандистские посты в Национально-освободительной армии. Участвовала в распределении британской материальной помощи албанским партизанам.
Уже тогда Фикрете Шеху являлась влиятельным коммунистическим политиком. Сохранилась её переписка с Энвером Ходжей, где первый секретарь ЦК компартии давал указания относительно морально-бытового облика бойцов. В частности, он требовал не допускать между юношами и девушками свободной любви, которая, по его мнению, способствовала дезертирству. Такого рода указания Фикрете принимала к исполнению.

## Вторая чета
В ноябре 1944 года коммунисты пришли к власти в Албании. Супружеская чета Шеху заняла видные позиции в партийно-государственном руководстве. Мехмет Шеху состоял в Политбюро ЦК, возглавлял МВД, МИД, министерство обороны, тайную полицию Сигурими, с 1954 года являлся премьер-министром и вторым лицом после Энвера Ходжи. Фикрете Шеху с 1952 была членом ЦК, являлась директором Высшей партийной школы АПТ. В середине 1950-х занимала пост первого секретаря столичного комитета АПТ.
В идеологическом аппарате АПТ Фикрете Шеху играла важную роль. Она полностью разделяла идеологию и политику сталинизма и ходжаизма. Поддерживала политику репрессий, самоизоляции, принудительной атеизации. В соответствующем духе Фикрете Шеху готовила партийные кадры. В апреле 1956, как первый секретарь Тиранского горкома, Фикрете Шеху активно участвовала в подавлении партийной оппозиции на конференции АПТ.
Фикрете Шеху считалась одной из самых влиятельных женщин Албании. Чета Шеху рассматривалось как вторая, после четы Ходжи, правящая пара страны. Между жёнами высших руководителей отмечалась определённая конкуренция.

## Гибель мужа
В начале 1980-х между первым секретарём ЦК АПТ Энвером Ходжей и премьер-министром Мехметом Шеху возникли серьёзные разногласия. Предполагается, что Шеху придерживался более прагматических позиций в экономической, особенно внешнеэкономической политике и был сторонником осторожного налаживания финансовых и торговых связей с Западной Европой. Ходжа категорически отстаивал изоляционистский статус-кво. Отношения верховного правителя Албании с семейством премьер-министра обострила также помолвка Скендера Шеху-младшего со спортсменкой Сильвой Турдиу, девушкой из «политически неблагонадёжной семьи». Негативное отношение Ходжи к главе семьи распространилось на его жену.
18 декабря 1981 албанские власти объявили, что Мехмет Шеху покончил жизнь самоубийством «в состоянии глубокого душевного волнения». Существует версия, что в действительности Шеху был застрелен прямо на заседании политбюро ЦК АПТ. Вскоре в адрес покойного последовали стандартные политические обвинения: шпионаж, «контрреволюционный заговор», «планы реставрации капитализма» и т. д.

## Смерть в тюрьме
Гибель Мехмета Шеху и акция антикоммунистической Группы Шевдета Мустафы в сентябре 1982 повлекли за собой очередную вспышку репрессий. Были арестованы министр обороны Кадри Хазбиу, племянник покойного премьера министр внутренних дел Фечор Шеху (оба в разное время возглавляли МВД и Сигурими), ближайшие родственники покойного премьера, в том числе вдова и сыновья.
Главной мишенью очередной партийной чистки являлся Хазбиу, и Фикрете Шеху дала затребованные следствием показания против давнего друга семьи. Другие её показания были направлены против многолетнего семейного врача — бывшего министра здравоохранения Ламби Зичишти. Фикрете Шеху признала несообразные обвинения в попытке отравить Ходжу ядом, доставленным под видом лекарства из Китая во Францию. 
Несмотря на сотрудничество со следствием, она была заключена в тиранскую Тюрьму 313. Содержалась Фикрете Шеху в относительно комфортных условиях. Надзирательница отмечала её глубокую скорбь после смерти Энвера Ходжи.

Как не вспомнить Полину Жемчужину, жену Молотова, которая до конца жизни молилась на Сталина, посадившего её за «преступную связь с еврейскими националистами»? Только в отличие от Полины Фикрете до освобождения не дожила.

Преемник Ходжи Рамиз Алия не изменил прежних оценок «дела Шеху» и не реабилитировал его фигурантов (существует версия его заинтересованности в тех событиях). Фикрете Шеху оставалась в заключении, лишь места содержания периодически менялись. Она умерла от сердечного приступа и была похоронена в одной из деревень Лежи.